# Señoríos étnicos de Ecuador

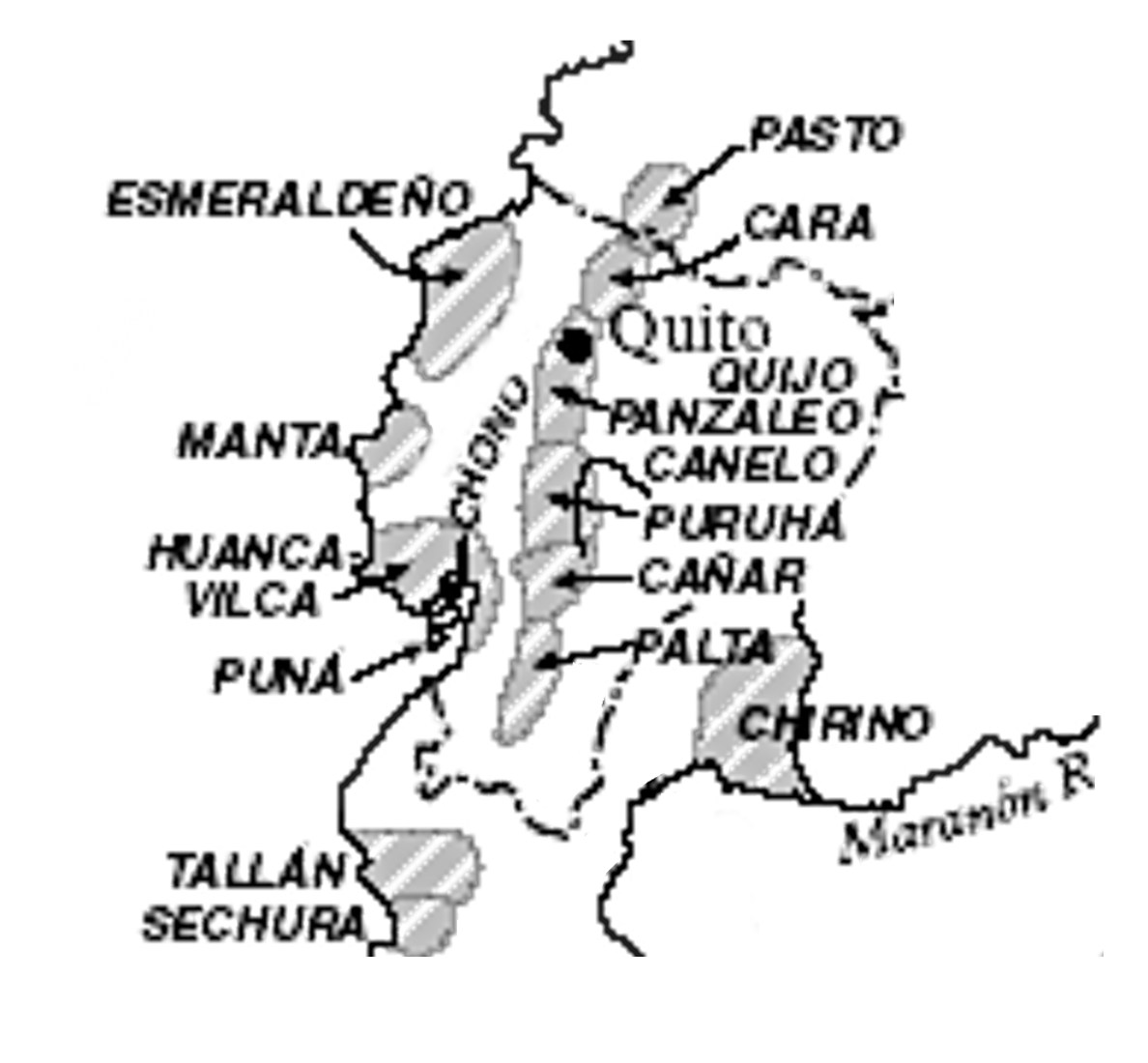
Mapa con los señoríos étnicos, sin mostrar a los Yumbos y separando a los Manteños de los Huancavilca y Puná.

Los señoríos étnicos fueron un conjunto de comunidades indígenas que vivieron en el territorio que actualmente conforma Ecuador en la costa donde convergen la corriente Corriente cálida de El Niño y la Corriente fría de Humboldt, así como las culturas que se desarrollaron en la Zona Volcánica Norte de los Andes. El presente artículo se concentra en su historia durante el periodo de Integración que se llevó a cabo después del periodo de Desarrollo regional. Incluye las características de algunos señoríos étnicos  particulares como su vivienda, la forma de entierros la cerámica que se ha encontrado, la metalurgia. Además desarrolla la interacción entre cada señorío a través del comercio como con los mindalaes y la religión, con los animales que se consideraban sagrados o los ritos para la fertilidad. También presenta un resumen de las interpretaciones históricas sobre este periodo histórico a través de obras importantes en cada época. 

## Periodización y estudio
La etapa prehispánica en Ecuador se suele dividir en los periodos precerámico, formativo, desarrollo regional y de integración. Es durante este último período cuando el aumento de la población y los crecientes lazos entre cada pueblo formaron los llamados Señoríos Étnicos. La lista es conjetural y sujeta a los nuevos descubrimientos, sin embargo se pueden nombrar a las siguientes civilizaciones: Manteños, Huancavilcas, Caranquis, Yumbos, Quitus, Puruhaes, Panzaleos, Cañaris y Paltas.
Su estudio requirió un enfoque específico puesto que históricamente, según menciona Federico González Suárez, suele tomarse en cuenta solamente a la cultura Inca en los cronistas e historiadores de las Indias. Los señoríos étnicos suelen ser simplemente nombrados, como por ejemplo la delimitación del territorio Manteño en una de las crónicas, sin embargo, su estudio a profundidad no fue llevado a cabo sino hasta siglos más adelante, a partir de lo cual se han hecho conjeturas y refutaciones sobre su periodización, relaciones políticas, organización social, etc.
Eso por el estudio histórico, por el lado arqueológico en cambio su importancia empezó a desarrollarse a partir de los finales del siglo XIX con las investigaciones de Luis Cordero, González Suárez y en el siglo XX a partir del trabajo de Jijón y Caamaño y Emilio Estrada Icaza, hasta el desarrollo de la arqueología como disciplina científica en ese país. A partir del descubrimiento de la Cultura Valdivia en el siglo XX, empezó a desarrollarse en gran manera las investigaciones en la costa ecuatoriana puesto que prometen el descubrimiento de culturas más antiguas que en la sierra y que pertenecen a los periodos precerámico, formativo y de desarrollo regional.
No obstante, la reflexión sobre el periodo de integración ha sido una constante en la historiografía y antropología de ese país, puesto que corresponde al periodo donde se busca características e idiosincrasias para a partir de ahí buscar generalmente la identidad de Ecuador.

## Organización social
Fueron culturas que se relacionaban comercialmente y no vivieron dentro de un reino unificado. Existieron guerras y alianzas durante su desarrollo, sin embargo se caracterizaron siempre por la diversidad cultural, lingüística, política y económica. 

### Bondades geográficas y diversidad lingüística

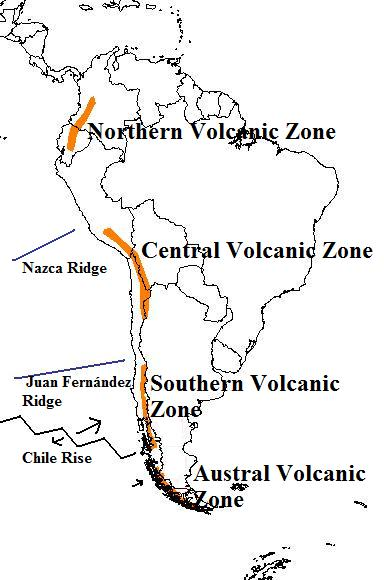
Zonas volcánicas de los Andes donde se desarrollaron culturas prehispánicas. En el norte, los Señoríos étnicos de Ecuador, en el centro los reinos aimaras y los Incas, y en el sur los picunches y huiliches.

La geografía del Ecuador es mucho más generosa que el clima seco y frío de territorios al sur, permitó el desarrollo agrícola de manera más fácil, aprovechando en los Andes los distintos microclimas para la agricultura, así como también la riqueza del siempre fértil golfo de Guayaquil para la producción especialmente de cacao. En el primer caso, la diferencia entre los Andes ecuatorianos y peruanos fueron la base del desarrollo teórico de Frank Salomon quien estudió a profundidad la característica de la cordillera en la sierra norte de Ecuador para destacar el rol que tenían las llajtas y los cacicazgos en la organización de los señoríos. La determinación de las lenguas que hablaron es difícil puesto que no existía escritura y a través de la evangelización, con la conquista de España, el idioma que se empezó a difundir fue el quichua. Sin embargo, se sabe que los huancavilcas hablaban su propio idioma, aunque ahora considerado como una lengua no clasificada, pero se conjetura que pertenecen a la familia de la lengua tallán. Jacinto Jijón y Caamaño también considera a los Manteños como parte de esta familia lingüística definiendo al grupo: Manabí–Huancavilca–Puná. Todas relacionadas también con las lenguas mochica, el cañari y el puruhá de las tierras altas de más al este. Por su parte, la lengua cañari, se conjetura, puede estar relacionada, a su vez, con las familias lingüísticas barbacoanas.
El estudio sistemático de estas lenguas agrupó a los pueblos que viven cerca del Marañon y que fueron conquistados por el imperio Inca. Dentro de este grupo, se identificó los siguientes idiomas: Malacato, Rabona, Bolona, Xiroa, Tabancale, Patagón, Sácata, Bagua, Copallín, Chirino y Chacha. De estas, las que fueron habladas en territorios o que influenciaron a los señoríos étnicos de lo que actualmente es Ecuador son: el tabancale en la provincia de Zamora Chinchipe; el malacato: en la provincia de Loja, también conocido como idioma Palta; y por último el bolona que probablemente influyó en el idioma Cañari.

### La balsa manteña, los mindalaes y la conchaSpondylus

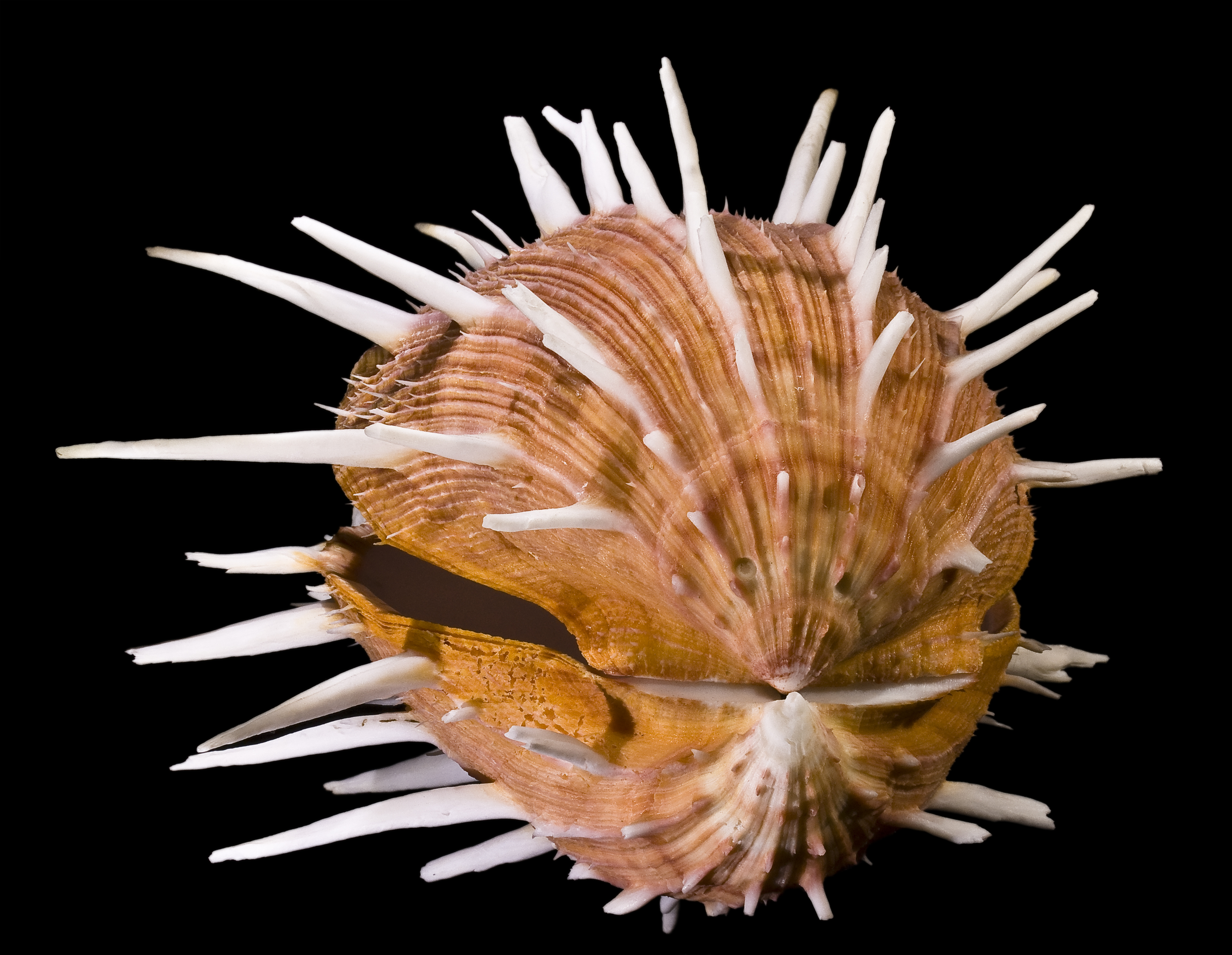
Concha espóndilus, principal medio de intercambio entre los señoríos étnicos.

Los señoríos de la costa como los Manteños y Huancavilcas, muchas veces estudiados en conjunto como la cultura Manteño-Huancavilca tuvieron un desarrollo comercial a lo largo de todo el pacífico tanto con las culturas del sur como los Chancas en Perú, así como también con las culturas mesoaméricanas donde se exportaba cacao. Se aprovechó las corrientes marinas para a través de la balsa manteña llevar productos a Mesoamérica, enriqueciendo a través de sus intercambios a ambas culturas. El medio de cambio utilizado principalmente fue la concha Spondylus y en ocasiones también el trueque. Por estas razones es normal encontrar restos arqueológicos de esta concha en lugares andinos, mucho más alejados del mar. Por otro lado, los señoríos de la sierra se caracterizaron por el comercio muchas veces con tribus de la costa, sin embargo, la accidentada geografía andina les obligaba a buscar las conexiones entre los valles. En este sentido el rol que tuvieron los Mindalaes fue clave, según el descubrimiento de Frank Salomon. Su rol como mercaderes fue unir a las distintas tribus que vivían en llajtas y yumbos, para lograr el intercambio comercial y unir toda la cordillera andina en sus tres regiones: las dos templadas en la costa y amazonía de ese país, con el páramo de un clima más frío.

### Organización familiar, enchaquirados y poligamia

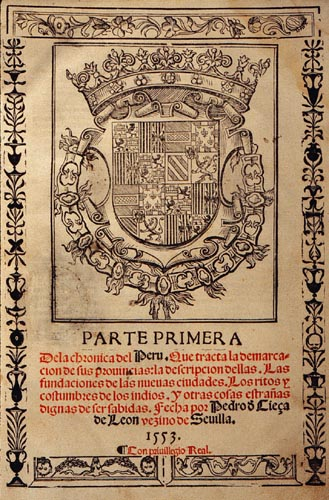
Crónica del Perú, donde Cieza de León describió a los enchaquirados

La geografía que permitía la creación de distintas culturas y la migración forzada desde el sur que veían a los Andes de este lugar como refugio de la expansión del imperio Inca, hizo que esta época se caracterice por la convivencia de una gran diversidad de civilizaciones en un territorio determinado, basándose en las relaciones comerciales. A esto se suma la diversidad sexual que  caracterizó siempre a los señoríos étnicos. El ejemplo más nombrado por los cronistas Pedro Cieza de León, Gonzalo Fernández de Oviedo, Garcilaso de la Vega, Agustín de Zárate y Girolamo Benzoni, fue la homosexualidad como práctica común dentro de la cultura huancavilca. Existía la formación de harenes de homosexuales como parte de las prácticas religiosas que incluía la adopción de vestimenta femenina desde niños. A ellos los identificaron los como enchaquirados. Esto no solo era aceptado sino que también gozaban de jerarquía social puesto que además del oro, las chaquiras de cochas espóndilus eran muy valorados.
Por otro lado en los señoríos de la sierra se practicaba comúnmente la poligamia. Existe evidencia que esta práctica era común en los Quitus y también en los Caranqui, ya que esta era una práctica difundida por durante esta época y responde a intereses económicos, alianzas sexuales y a la falta de una prohibición explícita en las normas sociales.
Como ejemplo, podemos ver la mención del cronista Cieza de León, sobre la cultura Cañari: 
"Los señores se casan con las mujeres que quieren y más les agrada; y aunque éstas sean muchas, una es la principal. Y antes que se casen hacen gran convite, en el cual, después que han comido y bebido a su voluntad, hacen ciertas cosas a su uso. El hijo de la mujer principal hereda el señorío, aunque el señor tenga otros muchos habidos en las demás mujeres".

## Listado de algunos señoríos étnicos

### Cultura Quitu

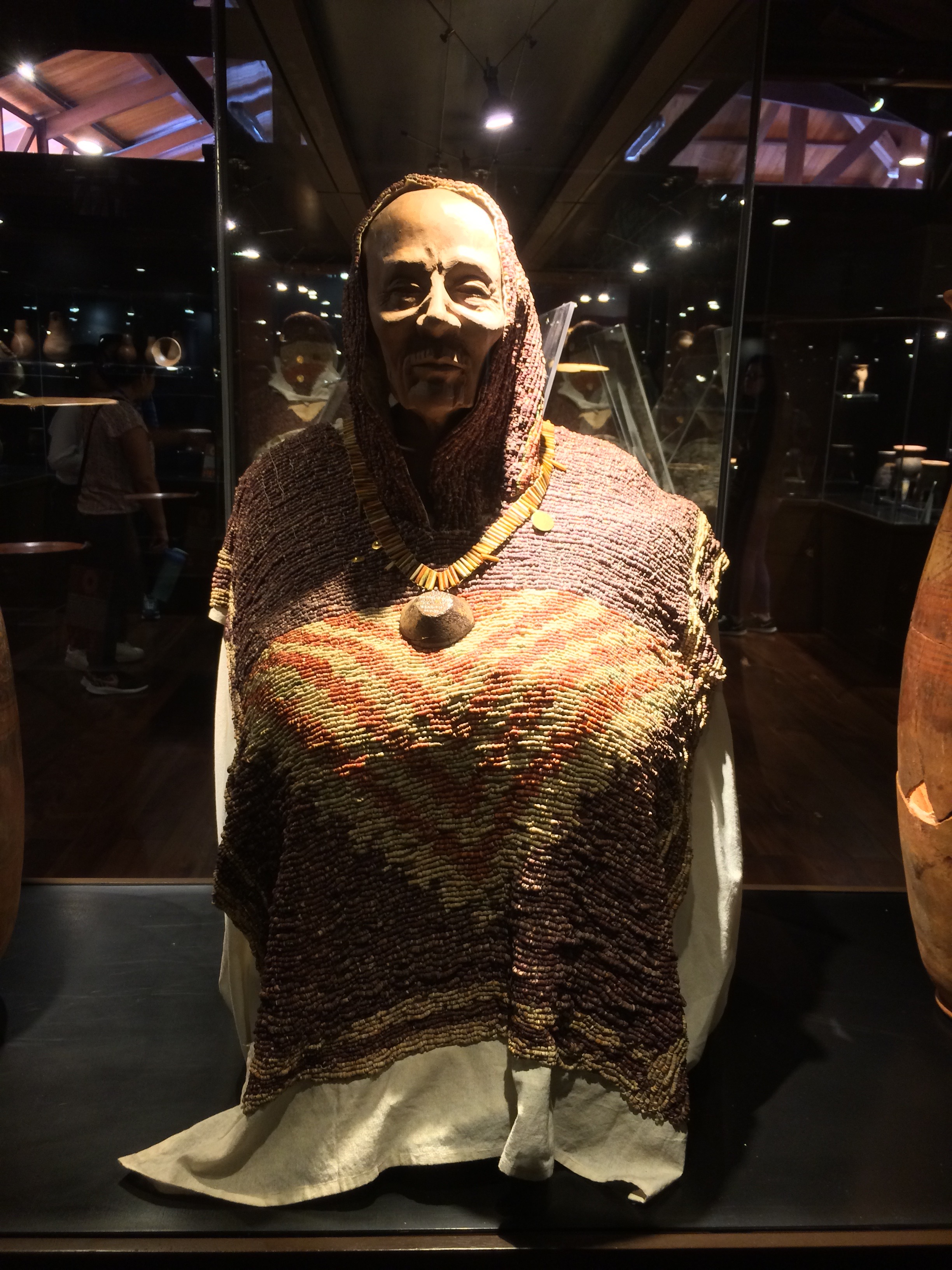
Diorama del museo La Florida

Quitu era el nombre del principal señorío de la cultura Panzaleo. Habitaron los valles que se encuentran entre la provincia de Tungurahua hasta la provincia de Pichincha. Se cree que el Río Guayllabamba era el límite desde donde en cambio se desarrollaba la cultura Caranqui. La cultura Quitu que dio el nombre a la capital de Ecuador existió entre 850 a. C. y 1550 d. C. Esta cultura se caracterizó por vivir en casas hechas de cangagua de forma circular a la que llamaban bohíos. Además desarrollaron mucha cerámica y tuvieron un importante intercambio con las culturas Milagro Quevedo en la Costa, las culturas Puruhá al sur, los Caranquis al norte y los napos en la amazonía. Se desarrollaba este intercambio a través de mindalaes que era hábiles comerciantes. En el territorio de la actual ciudad de Quito se emplazaban dos grandes lagunas la de Turubamba y la de Añaquito. Aquí vivía fauna que era muy importante tanto para la dieta como para las ceremonias religiosas de los Quitus, como eran los peces llamados preñadillas, o las garzas que normalmente las cazaban. Además se caracterizaron por enterrar a sus difuntos en tumbas a quince metros bajo la tierra donde les adornaban con sus pertenencias. Estas fueron encontradas en el museo de sitio de La Florida donde se pudo comprobar a través de la vestimenta hecha con conchas spondylus el comercio que existía con los señoríos de la costa. Su idioma era el panzaleo que se hablaba a lo largo de todos los valles que conforman el señorío.  

### Cultura Milagro-Quevedo

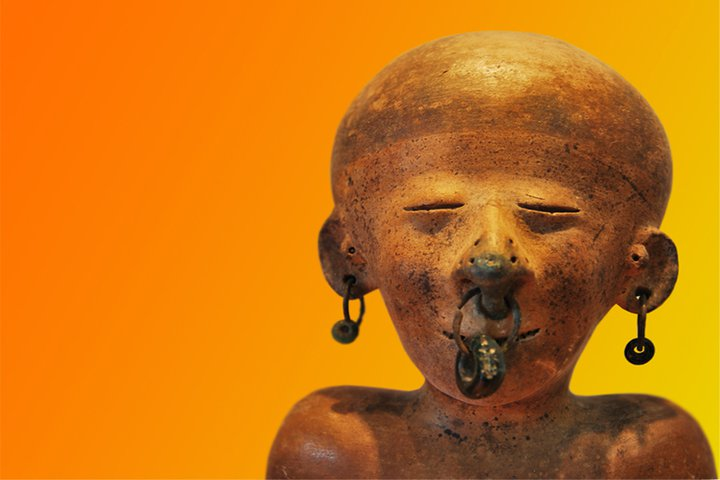
Cerámica de la Cultura Milagro Quevedo

Conocido en las crónicas como Chonos, esta importante cultura habitó la cuenca del río Guayas, hasta la costa de la provincia de El Oro. Fue muy importante como intermediario entre la cultura Manteño-Huancavilca con las culturas de los Andes como la Puruhá, los Quitus o los Caranquis. Se caracterizó por su nivel de desarrollo importante en la metalurgia, así como por la construcción de cerámica que fue denominada "cocina de brujo". Estos utencillos se cree tenían fines ceremoniales y su decoración es altamente simbólica. Se ha hecho un análisis semiótico de esta decoración y se encontró que en su mayoría representaban anfibios, que estaban relacionados con la lluvia y la fertilidad, seguidos por reptiles que se relacionaban con la lluvia y el inframundo. Además vivían en tolas que en su interior tenían entierros. Los difuntos eran guardados en cerámicas grandes y que se apilaban una sobre otra. Sobre la tola usualmente se levantaban casas donde vivían los chonos y servía para evitar las inundaciones de los ríos debido al temporal o al fenómeno de El Niño. Se caracterizaron por ser grandes comerciantes y usaban las hachas moneda en los intercambios. El cacique Guayaquile que habitaba el río que se llamaría durante los siglo XVI Guayaquil sería quien a su vez daría el nombre a la ciudad Santiago de Guayaquil, después de la conquista de Belalcázar, en la primera fundación de la ciudad.

### Cultura Caranqui

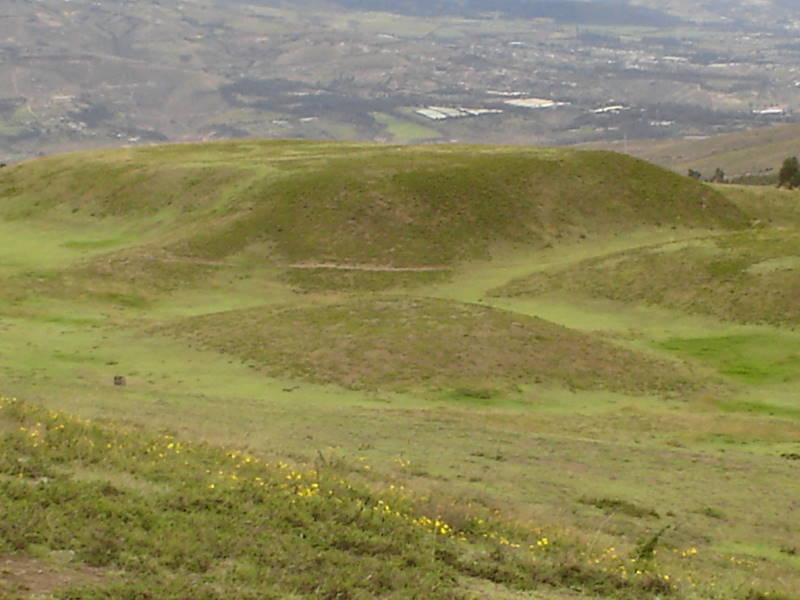
Pirámide de Cochasquí

Los Caras, ahora también suelen ser referidos como Caranquis, habitaron los territorios que ahora conforman la provincia de Pichincha principalmente y su principal sitio arqueológico es el complejo de Pirámides de Cochasquí, al norte de la ciudad de Quito. Este tiene una superficie de 84 hectáreas y está ubicada a 3100 m s. n. m. (metros sobre el nivel del mar). El complejo está formado por quince pirámides que tienen una forma de "T" gracias a una rampa de gradas que permite su ascenso. En la actualidad están cubiertas por vegetación y al estar hechas de barro se evita su descubrimiento como en otros complejos arqueológicos debido a que no resistirían la intemperie. Fueron construidas específicamente con un material volcánico del entorno que se llama Cangahua. Se cree que eran observatorios astronómicos, ya que en una de ellas se encuentra un calendario lunar y otras también tenían uno solar para determinar los solsticios y equinoccios. Además también se hallaron numerosos cráneos por lo que se conjetura puede haber sido el lugar de ceremonias religiosas o actividades militares en época de guerras con otros señoríos étnicos. Los caranquis fueron de los que más férrea resistencia opusieron ante el avance incaico, por lo que durante la guerra civil incaica sirvieron en las filas del ejército atahualpista y participaron activamente en el saqueo del Cusco.

### Cultura Cañari

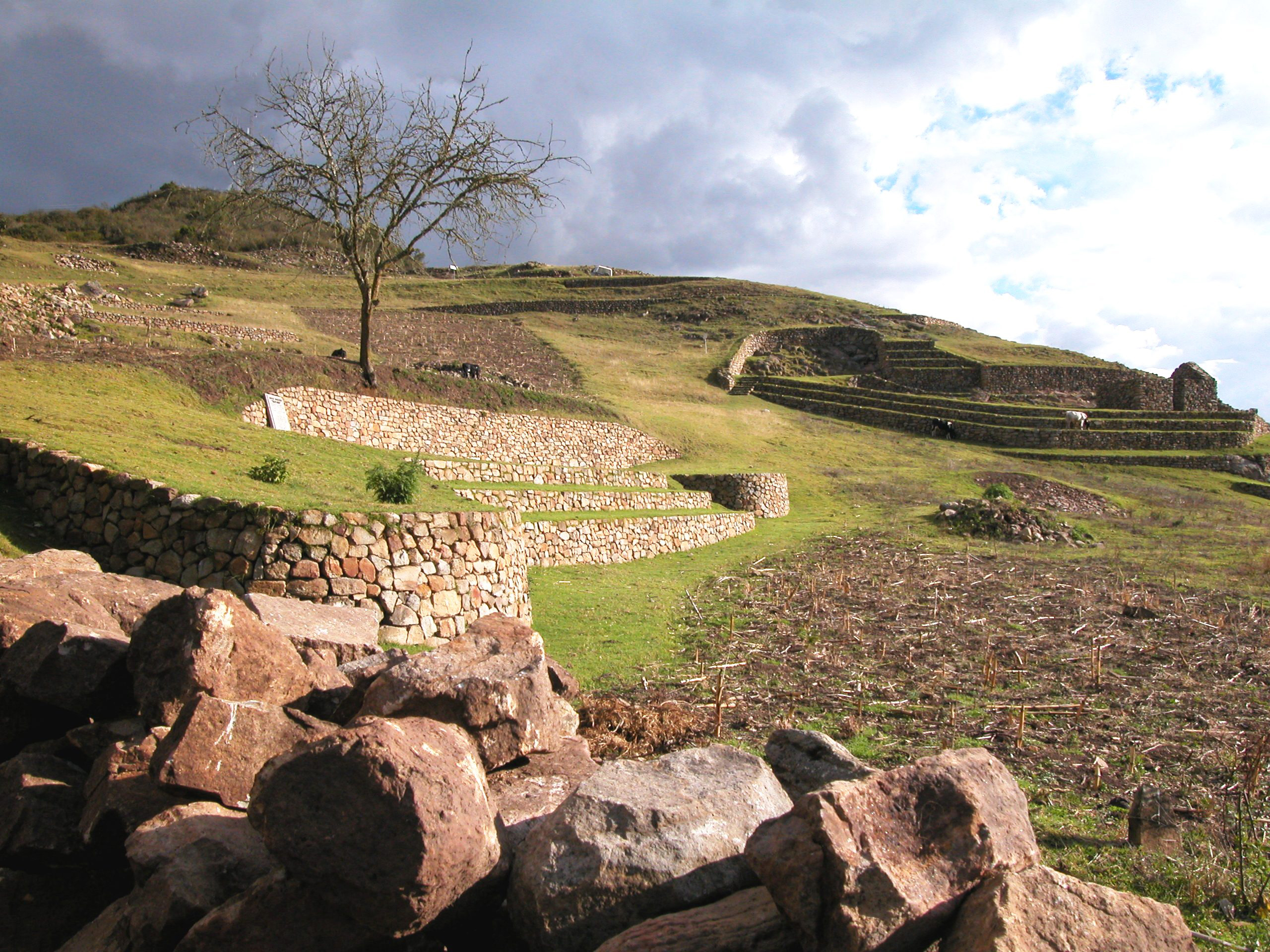
Complejo arqueológico de Cojitambo de los cañari

La cultura Cañari vivió en las actuales provincias de Cañar y Azuay aunque también existen vestigios de su cultura en Chimborazo, El Oro, Loja y Morona Santiago, igualmente en el sur de ese país. Fueron conquistados por el Imperio incaico; en su territorio se construyó Tomebamba, la segunda mayor ciudad inca luego de la capital misma. Durante la guerra civil incaica defendieron al gobierno cusqueño, por lo que fueron perseguidos y masacrados por la insurgencia atahualpista hasta la llegada de los conquistadores españoles. Los cañaris en lugar de relacionarse migratoriamente a lo largo de la cordillera de los Andes empezaron a entablar lazos comerciales con los pueblos de la costa, especialmente los Huancavilcas y la cultura Milagro Quevedo que eran los más prominentes. Su lengua propia, llamada cañari y distinta al quichua, se cree es una de las razones por las que existe un acento distinto en el castellano que se habla en el sur de Ecuador. Además lograron conservar su mitología en donde narran el origen de todo a partir de dos mitos, en lugar de uno que suele ser más habitual: el de la serpiente y la guacamaya, que en idioma cañari se llama Kan y Ar. Los lugares donde era común adorar a estas deidades son la Laguna Culebrillas y el Cerro Puñay donde se encuentra una tola prehispánica.

### Cultura Manteño-Huancavilca

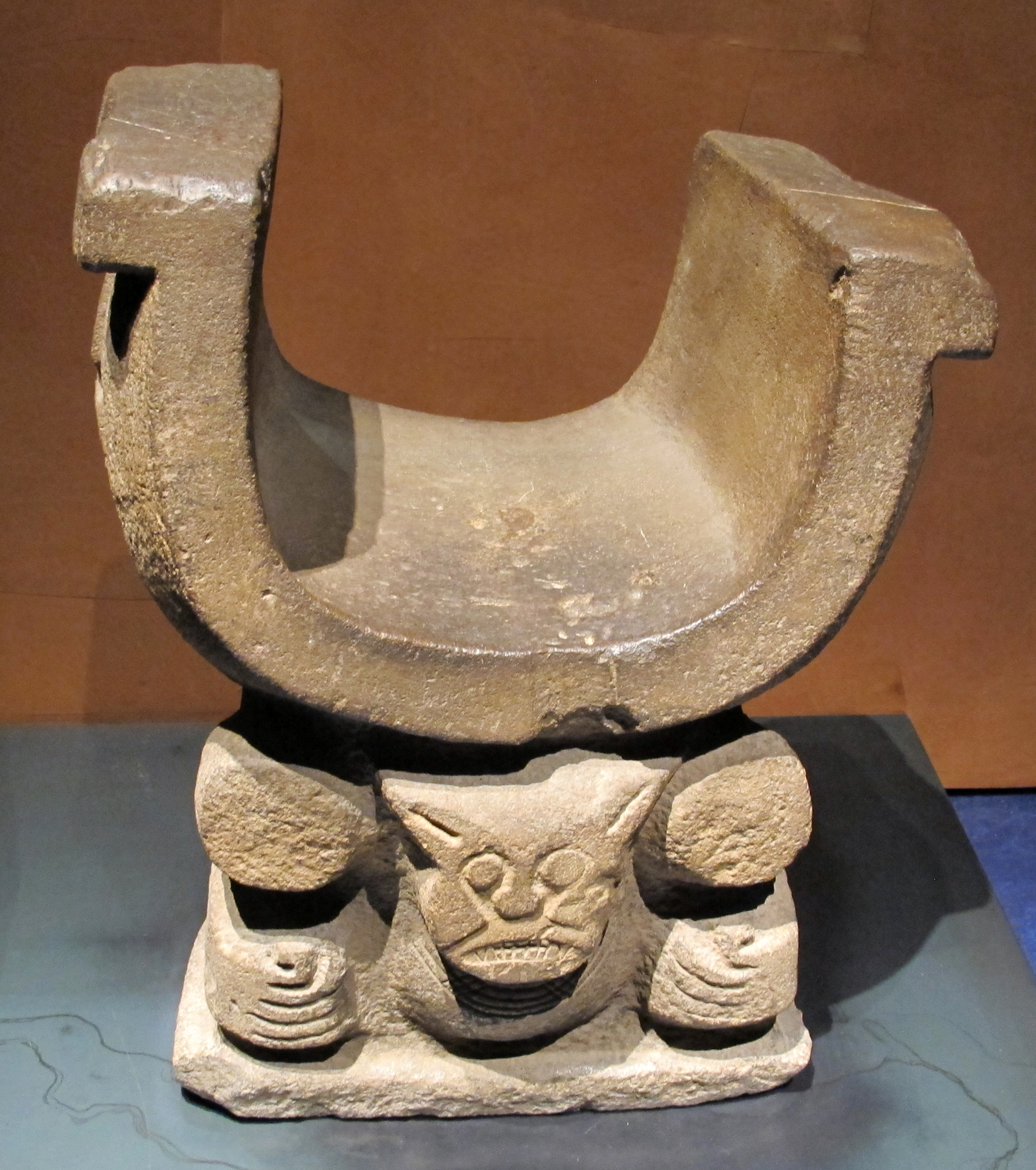
Silla en U de los manteños

La cultura manteña fue una de las principales civilizaciones de la costa de Ecuador y existe un debate sobre la antigüedad en relación con la Huancavilca y asimismo en cuanto a su delimitación, puesto que muchas veces se hace referencia en conjunto como Manteño-Huancavilca. Se cree que desde sus pueblos fueron los primeros en mirar a los barcos españoles cuando llegaban al continente con el objetivo de expandir su monarquía. Son famosos por ser grandes comerciantes y haber construido la balsa manteña que servía para llevar y traer productos a lo largo de todo el pacífico, incluyendo a culturas del sur en territorios de lo que actualmente es Perú, así como también culturas de Mesoamérica con quien tenían lazos comerciales constantes. Aunque nunca fueron totalmente conquistados por el Incanato, le apoyaron suministrando tecnología naval con la cual se emprendió una expedición marítima. Habitaron lo que actualmente es la provincia de Manabí y su existencia se extiende desde aproximadamente el año 600 de nuestra era hasta 1534 cuando Pedro de Alvarado exploró la zona y en 1535, año en que Francisco Pacheco fundó la ciudad de Portoviejo. Existen crónicas que describen la cultura manteña como un pueblo principalmente de pescadores, con viviendas que eran de tamaño modesto y de madera, a diferencia de los pueblos de los Andes de los cuales existen complejos arqueológicos arquitectónicos, en la costa existe una abundante cerámica que da testimonio de su desarrollo, así como metalurgia y el uso de materiales que solo eran obtenidos a partir del intercambio con culturas lejanas. Su religión se basaba en el culto a la diosa Umiña que estaba representada como una gran esmeralda. También adoraban a animales como la serpiente (al igual que los Cañari), al jaguar o al puma, lo que demuestra su conocimiento de animales que habitaban en la Amazonía. Además se conocen sus sillas que servían como tronos y con fines religiosos.

### Cultura Puruhá

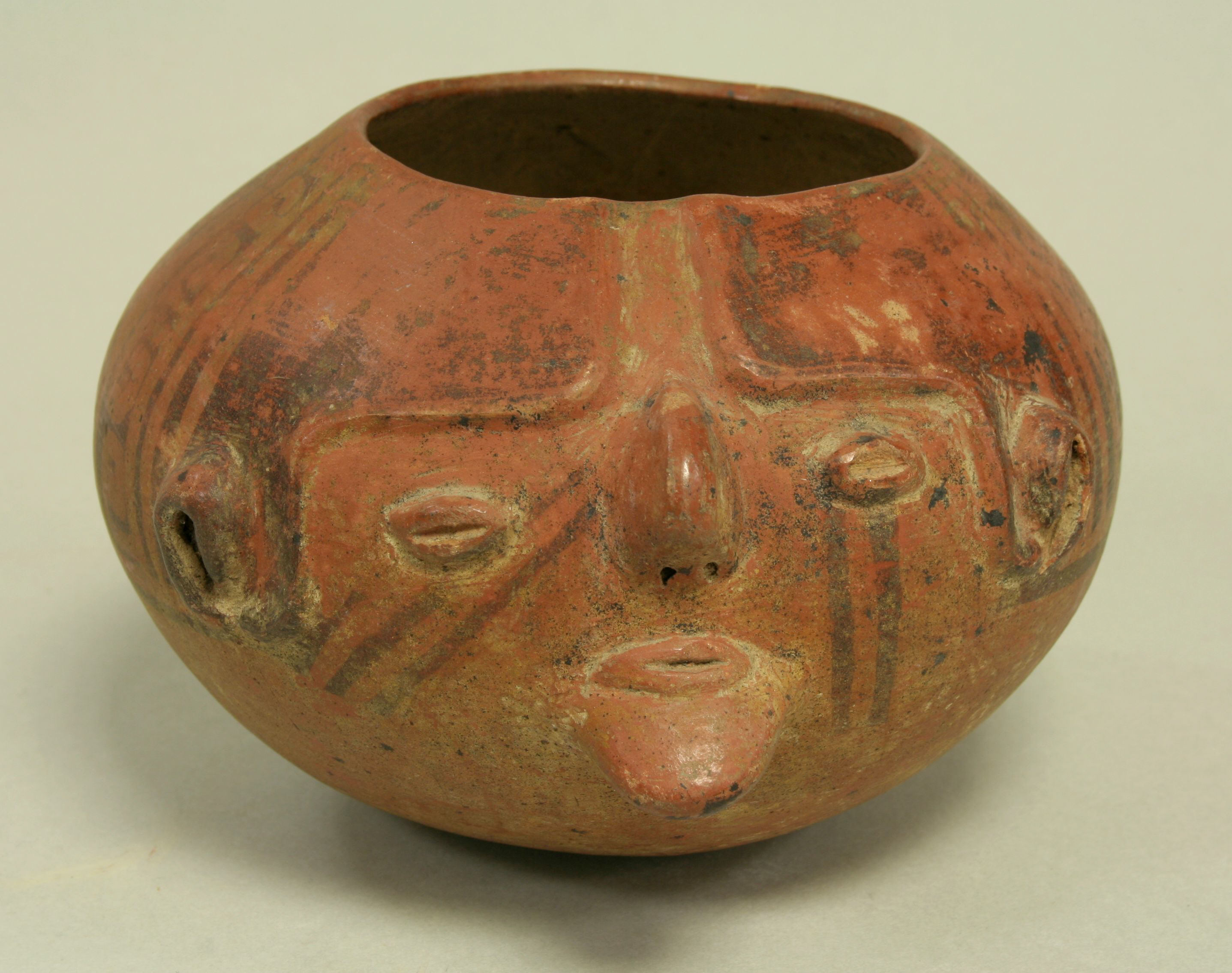
Cerámica antropomorfa Puruhá

Los Puruhá fueron una importante cultura que se desarrollaron en la sierra centro de Ecuador, entre los Cañaris al sur y los Panzaleos. Se encontraban entre los Volcanes Tungurahua y Chimborazo a quienes deificaron. Fueron importantes comerciantes y desarrollaron mucho la cerámica, a diferencia del resto de culturas de los Andes. Al estar cerca del Río Chimbo que desemboca en el Guayas, tenían bastante contacto con la cultura Milagro Quevedo con la que comerciaban. Tradicionalmente su periodización dividía a los Puruhás en las épocas de Tuncahuán, San Sebastián o Guano, Elenpata y Huavalac. A esta última la seguiría la conquista incaica. En territorio Puruhá se desarrolló el culto a Pillallau, un grifo que tenía torso de cóndor y piernas de puma. Como parte del proceso de evangelización se construyó un santuario para la Virgen de la peña de Pungalá donde antes era el adoratorio a Pillallau. Además en territorio Puruhá se encuentran tres lugares con el nombre de Catequilla. En total existen siete en Ecuador y se consideran manantiales que formaban parte del rito de Catequil, un rito de iniciación que se hacía en cuarto menguante, y tenía como objetivo que una persona se convertía en líder de la comunidad. Los Puruhás tenían una lengua propia que se conoce como lengua puruguay o lengua puruhá y se cree que formaba parte de una familia lingüística con la lengua cañari. Se desconoce alguna filiación adicional por lo que al momento se la clasifica como una lengua Cañar-Puruhá.

### Cultura Yumbo

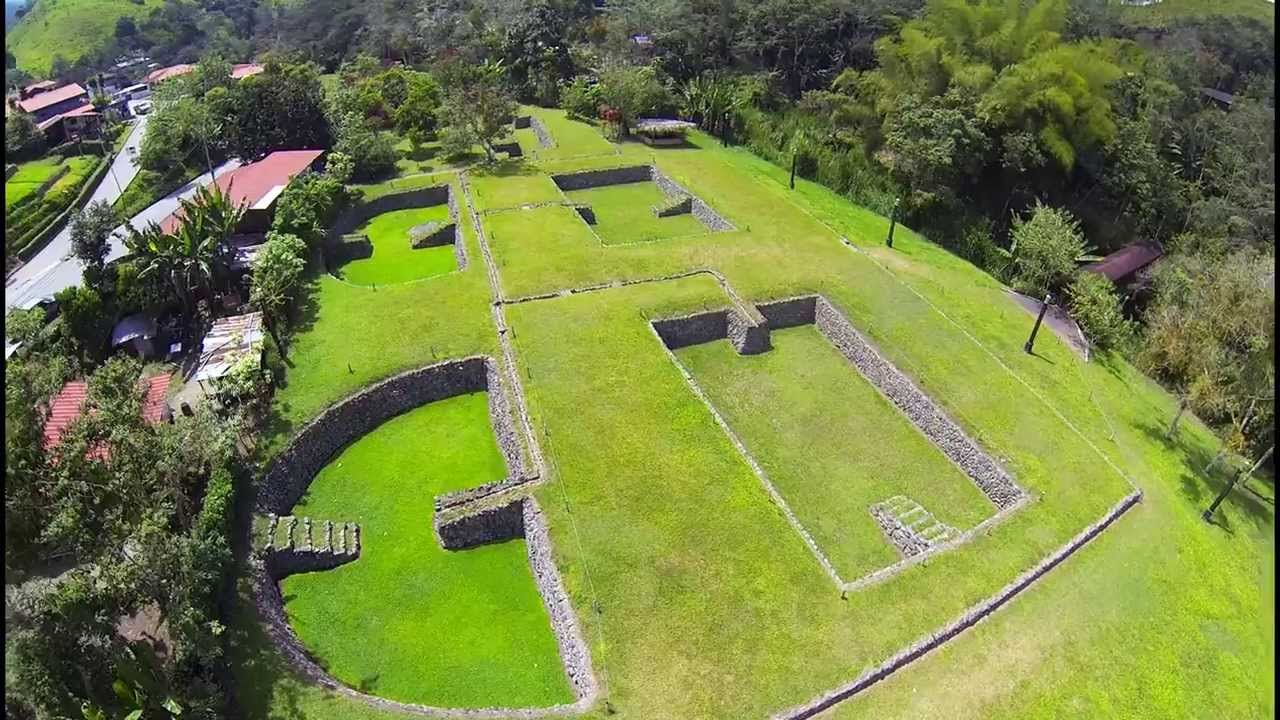
Ruinas de Tulipe, de la cultura Yumbo, Ecuador.

Los Yumbos habitaron cerca a los Quitus pero en el piedemonte de la cordillera de los andes en una zona más templada puesto que su altura está cerca a los 1000 m s. n. m. Además, vivieron entre los 600 d. C. hasta 1660 d. C. aproximadamente. Además, el país Yumbo se encontraba geográficamente al norte de la cultura Milagro Quevedo, solo que fuera de la cuenca del río Guayas. De esta cultura se suele hablar sobre el "País de los Yumbos" que incluía a ciudades que ahora corresponden a Calacalí, Mindo, Nanegal, Nono y Lloa. Existieron también ciudades desaparecidas como Catacoto, Alambí, Llambo y Cachillacta. Esta cultura desapareció no debido a la conquista de los incas o españoles, sino a posibles erupciones volcánicas como el Pichincha o el Pululahua que se encuentran en zonas cercanas. Los sobrevivientes tal vez se reubicaron en lugares más cercanos a la Amazonía al otro extremo de la cordillera de los Andes en busca de un clima similar. Esto se debe principalmente a que existen aún asentamientos humanos pertenecientes a esta cultura y que recuerdan únicamente por tradición cuando habitaron el otro lado de la cordillera. El complejo arqueológico más importante de los Yumbos es Tulipe, que fue un centro de ceremonil. Su principal actividad económica era el comercio, la caza y la artesanía.

### Cultura Cayapa

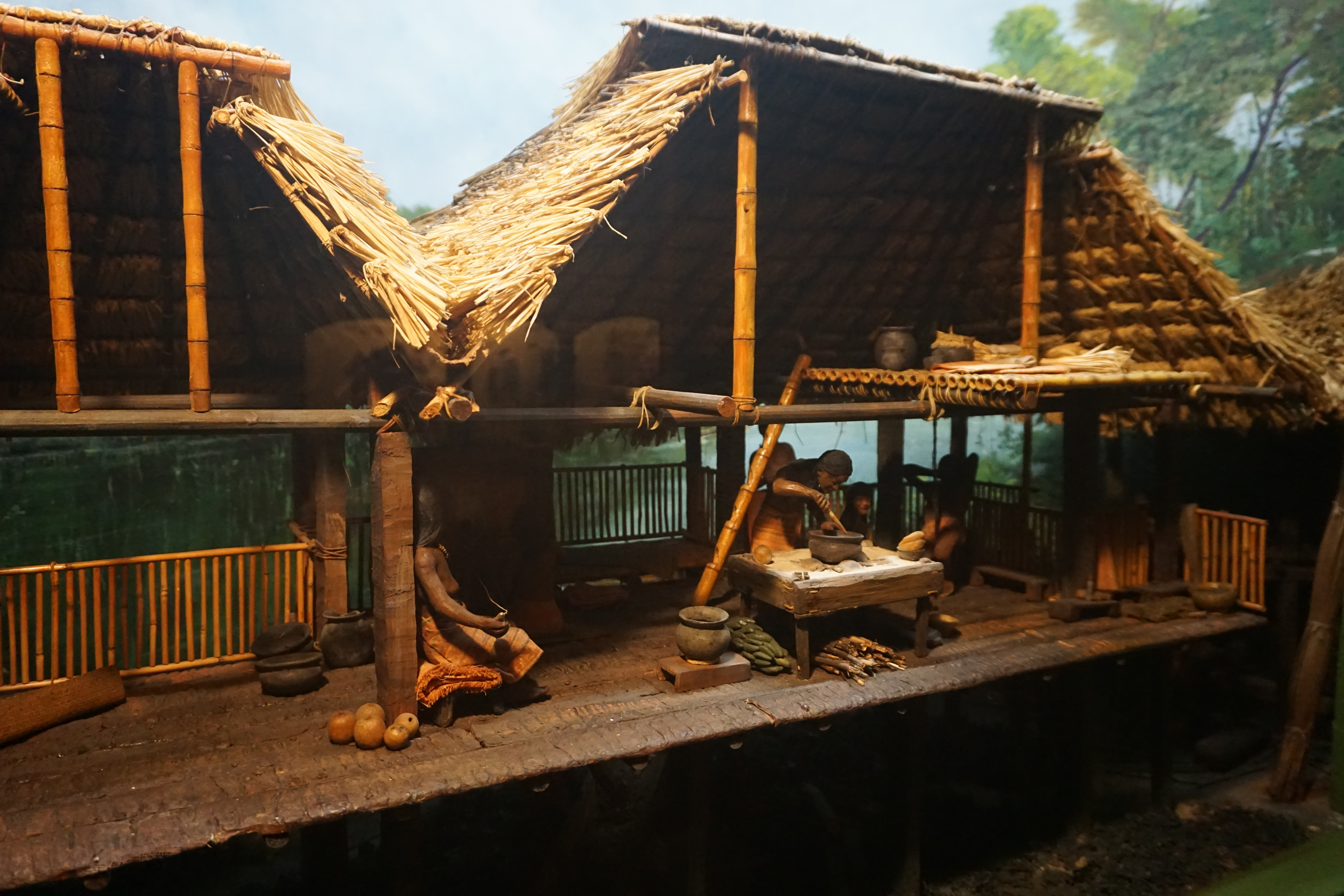
Representación de una casa Chachi

La cultura cayapa, también conocida como cultura chachi, tuvo una historia importante de migración. Llegaron originalmente a la costa y se emplazaron a lo largo de la cuenca del río Cayapa en la provincia de Esmeraldas. Después migrarían a los andes, cerca de la ciudad de Ibarra donde vivirían hasta ser desplazados nuevamente a la costa durante la conquista española. Desde entonces vivirían en Pueblo Viejo en la costa norte de Ecuador. Una parte   de la población se escapó de la zona y se la conoce como "seres invisibles" (pajki unduu). Tuvieron que enfrentarse contra una cultura que se denominaba caníbales por el territorio de los ríos cayapa y su cuenca. Además cuando llegaron los afroecuatorianos a las costas de Esmeraldas tuvieron relaciones comerciales y muchas veces conflictos territoriales con lo que se convertiría el Reino Zambo de Esmeraldas fruto de una alianza entre los negros y la cultura Tacames que habitaba la costa de Esmeraldas. Esta cultura étnicamente se relaciona con los Tsáchilas, a veces llamados Cháchilas, y los Awá, que son un pueblo transfronterizo que habita el norte de Ecuador y el sur de Colombia. Se sabe que los chachis vivían. Son buenos cazadores y poseen una mitología muy rica como la que cuenta su llegada desde la costa con sus ancestros A Arucu y A Ashimbu, así como la leyenda del niño que se enfrentó a una serpiente que en lengua barbacoana se denomina Pini. Parte de su mitología incluye el pueblo de Tutsá, que es la historia de cómo van a regresar a su tierra que algún día habían dejado huyendo del peligro.

### Cultura Palta
Los Paltas son los habitantes del sur de los andes de Ecuador. Están étnicamente emparentados con los shuar y que migraron a los Andes de la actual Provincia de Loja. Ocuparon los valles andinos desde el bosque tropical de montaña. El Valle de Cuxibamba, por su feracidad y ubicación estratégica se constituyó en la sede del poder de los paltas en un centro de intercambio, muy activo. Si en el Valle de Cuxibamba, indudablemente capital reconocido de la nación Palta, a la llegada de los incas convivían pacíficamente caciques, pobladores de todas las provincias del sur, esto con seguridad significa que se había formado una confederación de los pueblos del sur del Ecuador actual, que reconocían y aceptaban su pertenencia a la nación Palta. Eran una cultura agraria, y de las investigaciones arqueológicas se logró determinar que no poseían un alto grado de desarrollo a comparación con el resto de señoríos. Fueron los primeros en ser conquistados por los Incas y existen muchas hipótesis que intentan explicar su desaparición. 

### Cultura Atacames
La cultura Atacames usualmente también es conocida como la cultura que habló el idioma esmeraldeño. Se encontraban en la bahía de Tacames que después fue conocida como Atacames. Su historia está ligada a la llegada de los negros que escaparon de la esclavitud encallando un barco en estas costas. Tendrían pues que convivir con ellos, con quienes harían una alianza con el fin de poder crear lo que sería reconocido por el Rey de España como el Reino Zambo de Esmeraldas. Existen excavaciones en la costa de Atacames, Balao y Tonsupa, que dan testimonio de su existencia. Se subdivide esta cultura en dos fases: Atacames Temprano (700-1100 d. C.) y Atacames Tardío (1100-1526 d. C.). Según las crónicas de 1527, los Tacames conformaban un gran poblado con 1000 o 1500 casas, calles, plazas.